# Arthrostylidium reflexum
Arthrostylidium reflexum es una especie de plantas herbáceas perteneciente a la familia de las poáceas.  Es originaria de América donde se encuentra en el Caribe.

## Descripción
Tiene culmos delgados, ascendentes sobre arbustos y árboles, glabros; ramas estériles aplicadas o ascendentes, solitarias o fasciculadas. Hojas con vainas reticuladas, glabras; cerdas comúnmente de hasta 5 cm; limbos linear lanceolados, ascendentes, de hasta 5-18 cm x 7-18 mm, acuminados en el ápice y redondeados en la base, con márgenes escábridos. Ramas fértiles muy foliosas, de 25-35 cm, con hojas desde la base, de hasta 15 cm. Racimos espiciformes, apicales, 10-20 cm, con pocas o muchas espículas. Raquis recto y glabro. Espículas cilíndricas, 3-4 flósculos, uno fértil. Primera gluma de 0.5 mm, la segunda ligeramente más larga. Lemas 5 mm, 1-2 estériles basales, el apical reducido y rudimentario.

## Taxonomía
Arthrostylidium reflexum fue descrita por C.L.Hitchc. & Ekman y publicado en Manual of the grasses of the West Indies 19. 1936